# Annual Report of the Missouri Botanical Garden
Annual Report of the Missouri Botanical Garden (abreviado Rep. (Annual) Missouri Bot. Gard.) fue una revista ilustrada con descripciones botánicas que fue editada por el Jardín Botánico de Misuri en los años 1889 a 1912. Se publicaron en total 23 números.